# Episodi di Lassie (serie televisiva 1954) (quinta stagione)
Gli episodi della quinta stagione di Lassie sono stati trasmessi per la prima volta negli USA tra il 7 settembre 1958 e il 31 maggio 1959. La stagione fa parte di "The Martin years" in quanto Lassie è di proprietà della famiglia Martin; è stata girata in bianco e nero.
In Italia, alcuni episodi della stagione sono stati trasmessi nel 1958 sull'unico canale televisivo della Rai allora esistente (l'attuale Rai 1).
| n° | Titolo originale           | Titolo italiano  | Prima TV USA      | Prima TV Italia  |
| -- | -------------------------- | ---------------- | ----------------- | ---------------- |
| 1  | The Storm                  |                  | 7 settembre 1958  |                  |
| 2  | Wishing                    |                  | 14 settembre 1958 |                  |
| 3  | The Teacher                | La nuova maestra | 21 settembre 1958 | 14 dicembre 1958 |
| 4  | The Owl                    |                  | 28 settembre 1958 |                  |
| 5  | The Crash                  |                  | 5 ottobre 1958    |                  |
| 6  | The Rocking Chair          |                  | 12 ottobre 1958   |                  |
| 7  | Fish Out of Water          |                  | 19 ottobre 1958   |                  |
| 8  | Trapped                    |                  | 26 ottobre 1958   |                  |
| 9  | Our Gal                    |                  | 2 novembre 1958   |                  |
| 10 | Lassie's Decision          |                  | 9 novembre 1958   |                  |
| 11 | The Egret                  |                  | 16 novembre 1958  |                  |
| 12 | The Archers                |                  | 23 novembre 1958  |                  |
| 13 | The Bundle From Britain    |                  | 30 novembre 1958  |                  |
| 14 | The Black Woods            |                  | 7 dicembre 1958   |                  |
| 15 | The Raffle                 |                  | 14 dicembre 1958  |                  |
| 16 | The Christmas Story        |                  | 21 dicembre 1958  |                  |
| 17 | The Lady Bugs              |                  | 28 dicembre 1958  |                  |
| 18 | Junior Gl's                |                  | 4 gennaio 1959    |                  |
| 19 | The Big Cat                |                  | 11 gennaio 1959   |                  |
| 20 | The Tree                   |                  | 18 gennaio 1959   |                  |
| 21 | Timmy, The Oil Millionaire |                  | 25 gennaio 1959   |                  |
| 22 | Beholden                   |                  | 1º febbraio 1959  |                  |
| 23 | Tartan Queen               |                  | 8 febbraio 1959   |                  |
| 24 | The Horse Show             |                  | 15 febbraio 1959  |                  |
| 25 | The Cat Who Came To Dinner |                  | 22 febbraio 1959  |                  |
| 26 | The Bonnet                 |                  | 1º marzo 1959     |                  |
| 27 | The Puppy Story            |                  | 8 marzo 1959      |                  |
| 28 | The Young Flyers           |                  | 15 marzo 1959     |                  |
| 29 | The Wacth Dog              |                  | 22 marzo 1959     |                  |
| 30 | Rock Hound                 |                  | 29 marzo 1959     |                  |
| 31 | The Puppet                 |                  | 5 aprile 1959     |                  |
| 32 | The Charm                  |                  | 12 aprile 1959    |                  |
| 33 | Teamwork                   |                  | 19 aprile 1959    |                  |
| 34 | Stable Mates               |                  | 26 aprile 1959    |                  |
| 35 | Peace Patrol               |                  | 3 maggio 1959     |                  |
| 36 | The Camera                 |                  | 10 maggio 1959    |                  |
| 37 | Swami                      |                  | 17 maggio 1959    |                  |
| 38 | Campout                    |                  | 24 maggio 1959    |                  |
| 39 | Lassie's Guest             |                  | 31 maggio 1959    |                  |